# 스진 천황
스진 천황(일본어: 崇神天皇 스진텐노[*], 기원전 148년 ~ 기원전 29년 1월 9일 (음력 12월 5일))은 일본의 제10대 천황 (재위 : 기원전 97년 2월 17일 (음력 1월 13일) ~ 기원전 29년 1월 9일 (음력 12월 5일))으로 전하는 인물이다. 시호는 미마키이리히코이니에노미코토 (《일본서기》 : 어간성입언오십경식천황, 일본어: 御間城入彦五十瓊殖天皇 또는 어조국천황 일본어: 御肇國天皇, 《고사기》 : 어진목입일자인혜명, 御眞木入日子印恵命)이다. 가이카 천황과 이카가시코메노미코토의 차남으로 태어났다.
현대의 상당수 일본 역사학자들은 스진 천황이 실존하였던 일본의 첫 번째 천황이라고도 보기도 한다. 물론 이 경우조차 스진 천황의 수명이 기록상 120세를 넘겼다는 것에서 알 수 있듯 실제 생몰년도가 어떻게 되는지는 불분명한 측면이 있다.

## 개요
고사기(古事記)와 일본서기(日本書紀)에 전해지는 사실과 결사팔대에 연결되는 계보 기사등에는 의문도 있지만, 3세기부터 4세기 초기에 걸쳐 실재한 왕이라고 파악하는 견해가 적지 않다. 고사기는 스진 천황의 사망연도를 간지를 이용해서 무인년이라고 기록되었고, 이 기록을 신용하면 318년(또는 258년) 사망하였다는 추측하는 설도 있다.
스진 천황을 초대 천황으로 하는 설이나 스진 천황과 진무 천황을 동일 인물이라고 보는 설이 있다.
결사팔대를 사실이라고 보는 자들은 서기의 기술에 의하면, 진무 천황이 기나이에서 즉위 후에는 기나이 주변의 좁은 영역밖에 나오지 않지만, 스진 천황의 대가 되고 처음으로 일본의 지역의 광범위의 사건의 기록이 나오므로, 진무 천황으로부터 가이카 천황까지는 기나이의 지방 정권이었고, 스진 천황의 즉위 이후, 일본 열도에서 강력한 정권이 되었다는 설도 있다. 또, 결사팔대의 가쓰라기 왕조(葛城王朝)에서 스진 천황에 시작하는 미와 왕조(三輪王朝)로 교체되는 설도 있다. 어느 설도 스진 천황을 실존 인물로 하고 있는 점에서는 공통되고 있다.

## 가족 관계

### 선조
- 조부 : 일본의 제8대 천황 고겐 천황(孝元天皇, 기원전 273년 ~ 기원전 158년 10월 14일)
- 조모 : 우쓰시코메노미코토(鬱色謎命)
  - 아버지 : 일본 제9대 천황 가이카 천황(開化天皇, 기원전 208년 ~ 기원전 98년)
- 외조부 : 오히코노미코토(大彦命)
- 외조모 : 미상
  - 어머니 : 이카가시코메노미코토(伊香色謎命)

### 부인과 후손
- 황후 : 미마키히메(御間城姫)
  - 황자 : 이쿠메이리비코이사치노미코토(活目入彦五十狭茅尊, 기원전 69년 ~ 70년) - 일본 제11대 천황 스이닌 천황(垂仁天皇)
  - 황자 : 히코이사치노미코토(彦五十狭茅命)
  - 황녀 : 구니카타히메노미코토(国方姫命)
  - 황녀 : 지치쓰무야마토히메노미코토(千千衝倭姫命)
  - 황자 : 야마토히코노미코토(倭彦命, ?~기원전 2?)
  - 황자 : 이카쓰루히코노미코토(五十日鶴彦命) - 《고사기》에서는 이카히메노미코토(伊賀比賣命)라는 여성으로 기록.
- 비 : 도쓰아유메마구와시히메(遠津年魚眼眼妙媛)
  - 황자 : 도요키이리비코노미코토(豊城入彦命)
  - 황녀 : 도요스키이리비메노이코토(豊鍬入姫命) - 초대 사이오(斎宮)
- 왕비 :오와리노오아마히메(尾張大海媛)
  - 황자 : 오이리키노미코토(大入杵命)
  - 황자 : 야사카이리비코노미코토(八坂入彦命)
  - 황녀 : 누나키이리비메노미코토(渟名城入媛命)
  - 황녀 : 도오치니이리비메노미코토(十市瓊入媛命)

| 전 임 가이카 천황 | 제10대 일본 천황 기원전 97년 2월 17일? ~ 기원전 29년 1월 9일? | 후 임 스이닌 천황 |

## 같이 보기
- 일본 천황